# Гай Семпроний Блез (народный трибун)
Гай Семпроний Блез (лат. Gaius Sempronius Blaesus; III век до н. э.) — римский военачальник и политический деятель из плебейского рода Семпрониев, народный трибун в 211 году до н. э. Предположительно сын консула 253 и 244 годов до н. э. того же имени. Во время трибуната привлёк к ответственности Гнея Фульвия Флакка за военное поражение в Апулии. В 210 году до н. э. был легатом в армии Квинта Фульвия Флакка, стоявшей под Капуей; в конце года возглавил войско в Этрурии, которым прежде командовал Гай Кальпурний Пизон. После этого не упоминается в сохранившихся источниках.
Вероятно, сыном Гая Семпрония был претор 184 года до н. э.